# 栄淑帝姫
栄淑帝姫（えいしゅくていき、? - 1110年）は、北宋の徽宗の第11皇女。

## 経歴
貴妃鄭氏（後の顕粛皇后）の四女として生まれた。大観元年（1107年）5月、栄慶公主の位を授けられた。大観2年（1108年）2月、懿福公主の位を改授された。
大観4年（1110年）11月、懿福公主は夭折した。蔡国公主の位を追贈された。政和4年（1114年）12月、栄淑帝姫の位を再追贈された。

## 伝記資料
- 『宋会要輯稿』[要ページ番号]